# Johannes Baumgardt
Johannes Baumgardt (* 15. Februar 1930 in Hamburg; † 10. November 2017) war ein deutscher Wirtschaftspädagoge.

## Leben
Baumgardt studierte Rechts- und Wirtschaftswissenschaften an der Johannes Gutenberg-Universität Mainz und der Universität zu Köln. Er absolvierte die Prüfung zum Diplom-Handelslehrer. 1958 wurde er bei Friedrich Schlieper an der Wirtschafts- und Sozialwissenschaftlichen Fakultät der Universität Köln mit der Dissertation Die kaufmännische Grundbildung zum Dr. rer. pol. promoviert. 1965 habilitierte er sich mit der Arbeit Der zweite Bildungsweg als bildungstheoretisches Problem und wurde Privatdozent. 1966 erhielt er einen Ruf auf den Lehrstuhl für Wirtschafts- und Sozialpädagogik (Nachfolge von Alfons Dörschel) an der Ludwig-Maximilians-Universität München. Von 1988 bis 1989 war er Vorsitzender des Wirtschafts- und Sozialwissenschaftlichen Fakultätentages.

## Schriften (Auswahl)
- Die kaufmännische Grundbildung (= Kölner wirtschaftspädagogische Studien. Band 1). Lambertus Verlag, Freiburg im Breisgau 1959.
- (Hrsg.): Erziehung in einer ökonomisch-technischen Welt. Festschrift für Friedrich Schlieper zum 70. Geburtstag. Lambertus Verlag, Freiburg im Breisgau 1967.
- (Hrsg.): Erziehung zum Handeln. Festschrift für Martin Schmiel. Spee Verlag, Trier 1978, ISBN 3-87760-255-X.